# Сокол, Иосиф Борисович
Иосиф Борисович Сокол (7 мая 1927, Москва — 12 февраля 2022) — советский и российский инженер-металлург, организатор автомобильной промышленности СССР, кандидат технических наук, лауреат Ленинской премии (1966).

## Биография
Иосиф Борисович Сокол родился 7 мая 1927 года в городе Москве.
- 1946 год — окончил Московский автомеханический техникум.
- С 1947 года — научный сотрудник НИИ технологии автомобильной промышленности (НИИТАП).
- 1954 год — окончил Московский вечерний металлургический институт.
- 1956 год — принят в члены КПСС.
- На 1966 год — главный инженер проекта НИИТАП.
- 1966 год — лауреат Ленинской премии (наряду с А. В. Бутузовым, В. Д . Вербицким, Н. А. Ковалёвым, Н. А. Матвеевым, Н. М. Ефимовым, Б. А. Пепелиным, К. Л. Раскиным, В. И. Зильбербергом) за участие в создании и внедрении типового автоматического производства деталей машин методом литья по выплавляемым моделям[2][3].
- 1970 год — защита доклада, содержащего обобщение работ для присвоения учёной степени кандидата технических наук[4].
- На 1995 год — заведующий лабораторией АО «НИИТАП».
- 1995 год — присвоено почётное звание Заслуженный металлург Российской Федерации.

## Награды
- Ленинская премия (1966)
- Заслуженный металлург Российской Федерации (1995)[5]
- Две серебряных медали ВДНХ (1964; 1989)
- Бронзовая медаль ВДНХ (1961)

## Публикации
- Сокол И. Б. Новое оборудование и приборы для производства литья по выплавляемым моделям. — М., 1958. — 14 с.
- Жидкова Л. А., Иванова М. Н., Сокол И. Б. и др. Методы контроля и исследования процесса литья по выплавляемым моделям: Исходные данные для проектирования цеховых лабораторий. — М.: НИИТАП, 1968. — 100 с.
- Сокол И. Б. Исследование, разработка и внедрение технологии автоматизированного изготовления форм для литья по выплавляемым моделям: Доклад, обобщающий содержание работ, представленных на соискание учёной степени канд. техн. наук. — М.: Московский вечерний металлургический институт, 1970. — 69 с.